# Кампиљоне Фениле
Кампиљоне Фениле (итал. Campiglione-Fenile) је насеље у Италији у округу Торино, региону Пијемонт.
Према процени из 2011. у насељу је живело 565 становника. Насеље се налази на надморској висини од 365 м.

## Становништво
| 1931. | 1936. | 1951. | 1961. | 1971. | 1981. | 1991. | 2001. | 2011. |
| ----- | ----- | ----- | ----- | ----- | ----- | ----- | ----- | ----- |
| 1.438 | 1.397 | 1.258 | 1.117 | 1.089 | 1.118 | 1.173 | 1.284 | 1.382 |